# Mosjtsjinycultuur
De Mosjtsjinycultuur (Russisch: Мощинская культура, Mosjtsjinskaja koeltoera) is een archeologische cultuur van de ijzertijd die bestond in de 4e tot 7e eeuw in de oblasten Kaloega, Toela en Orjol. De naam van de cultuur is afgeleid van een oude nederzetting in de buurt van het dorp Mosjtsjiny in het rajon Mosalsk van de oblast Kaloega. 
De cultuur vormde zich door de interactie van de lokale bevolking der Joechnovocultuur met immigranten van de Zaroebyntsicultuur. Ze is verwant aan de Dnjepr-Dvinacultuur. 
De bevolking leefde in bosgebieden aan de bovenloop van de Dnjepr en Oka. Ze woonde in versterkte nederzettingen, hield zich bezig met landbouw en veeteelt, en had een goed ontwikkelde metallurgie van brons en ijzer. De doden werden gecremeerd en in grafheuvels bijgezet. De vondsten omvatten handgevormd aardewerk van diverse vormen met een glad oppervlak, en bronzen ornamenten.
De Mosjtsjinycultuur wordt in verband gebracht met de in de kronieken vermelde Baltische stam der Goljaden. Ze vormden vanaf de 8e-10e eeuw het lokale etnische substraat van de Slavische stam der Vjatitsjen.